# X (альбом Кайли Миноуг)
X  — десятый студийный альбом австралийской певицы Кайли Миноуг. Впервые релиз пластинки состоялся 21 ноября 2007 года в Японии на лейбле EMI Music, а через два дня она вышла в Великобритании на лейбле Parlophone и в Австралии на Festival Records и Warner Bros.. После успешного лечения рака молочной железы, в июле 2006 года Миноуг приступила к записи нового альбома. После завершения тура Showgirl: The Homecoming Tour в начале 2007 года, Миноуг вернулась в студию для завершения работы над пластинкой. В подготовке диска принимал участие ряд продюсеров, в частности, Bloodshy & Avant, Кельвин Харрис, Грег Кёрстин и Freemasons. В музыкальном плане X выдержан в стиле электронной и танцевальной поп-музыки. Тексты песен повествуют о сексе, танцах и веселье.
X получил положительные отзывы критиков, высоко оценивших продюсирование пластинки, однако мнение рецензентов относительно текстов песен и последовательности релиза разошлись. Диск принёс певице ряд номинаций: в 2008 году он был представлен в категории «Лучший международный альбом» на премии BRIT Awards, а в 2009-м — в номинации «Лучший танцевальный/электронный альбом» на премии «Грэмми».

## История создания

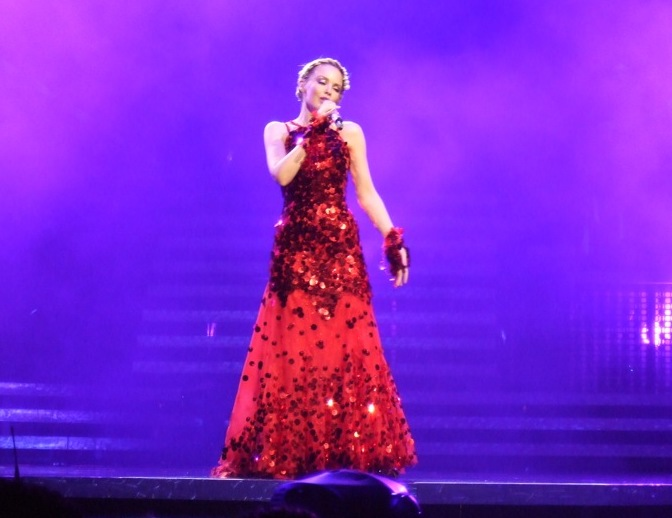
Запись альбома совпала с гастрольным туром Showgirl: The Homecoming Tour, который начался в конце 2006 года

В ноябре 2004 года Миноуг выпустила второй сборник хитов под названием Ultimate Kylie, в который, помимо уже известных песен, вошли два новых трека: «I Believe in You» и «Giving You Up». Пластинка попала в первую десятку хит-парадов Австралии, Великобритании и Ирландии и получила мультиплатиновый статус в этих странах. В мае 2005 года, во время гастролей с концертной программой Showgirl: The Greatest Hits Tour, у певицы диагностировали рак молочной железы. Она приостановила тур и начала лечение: ей сделали частичную мастэктомию, чтобы удалить опухоль из левой груди, и следующие шесть месяцев певица проходила курс химиотерапии. В январе 2006 года было объявлено, что курс лечения подошёл к концу. После выздоровления Миноуг возобновила гастроли, которые начались в ноябре и проходили под названием Showgirl: The Homecoming Tour. В рамках тура Миноуг посетила города Великобритании и Австралии.
В июле 2006 года концертный промоутер Миноуг Майкл Гудински сообщил, что певица работает над новым альбомом. В ноябре, в начале тура Showgirl: The Homecoming Tour, Миноуг подтвердила, что записывает новые треки и, по её словам, впервые за долгое время она почувствовала «настоящее вдохновение». В январе 2007 года, после завершения гастролей, певица вернулась в студию, чтобы завершить работу над альбомом. В общей сложности над пластинкой работали полтора года, всего было записано порядка 40 песен.

## Запись
В середине 2006 года, после успешного лечения рака молочной железы, Миноуг начала писать стихи в Мельбурне, некоторые из которых позже легли в основу песен «Cosmic» и «No More Rain». Она писала тексты о своих чувствах и об опыте во время лечения рака, но они не были «депрессивными». Многие треки, однако, в итоге не вошли в пластинку. Позже Миноуг завершила работу над песней «Cosmic» вместе с продюсером Eg White. Вскоре к сессиям Миноуг в Нью-Йорке присоединились участники группы Scissor Sisters Джейк Ширз и Babydaddy. Вместе они сделали несколько демозаписей, из которых затем получились песни «Singing in My Sleep» и «White Diamond». Оба трека не вошли в финальную версию альбома, однако Миноуг исполняла «White Diamond» на концертах в рамках тура Showgirl: The Homecoming Tour; эта композиция также использовалась в одноимённом документальном фильме.
Лондонский музыкальный коллектив Kish Mauve специально для Миноуг сделал новые версии своих треков «Lose Control» и «2 Hearts». Последняя песня понравилась Миноуг с первого прослушивания. Вместе с музыкантами из Kish Mauve певица также написала трек «You Make Me Feel», который позже вошёл в их альбом Black Heart (2009). Датские продюсеры Cutfather и Йонас Йеберг отправили лейблу Parlophone демоверсию песни «Like a Drug», и вскоре прилетели в Лондон, чтобы за день записать трек с Миноуг. Они также записали вместе песни «All I See» и «Rippin' Up the Disco». Одним из авторов «All I See» выступил певец Эдвин Серрано, чей вокал из демоверсии вошёл в конечную композицию. На одном из мероприятий Миноуг встретила автора и продюсера Гая Чемберса, который предложил ей песню, написанную им за четыре года. Трек был построен на семпле композиции Сержа Генсбура и Брижит Бардо «Bonnie and Clyde» (1968). Вскоре к работе над песней, получившей название «Sensitized», присоединилась Кэти Деннис.
В записи пластинки также принимала участие продюсерская команда Biffco в составе Ричарда Стэннарда, Джулиана Пика и Пола Харриса. Вместе с ними в Брайтоне Миноуг написала песни «Stars» и «I Don't Know What It Is» (совместно с Робом Дэвисом). Стэннард также спродюсировал трек «The One» вместе с участниками английского дуэта Freemasons. Изначально «The One» исполняли музыкальный коллектив Laid и певица Эмма Холмгрен, но позже передали песню Миноуг. В апреле 2007 года стало известно, что шотландский продюсер Кельвин Харрис будет одним из продюсеров X. Миноуг познакомилась с ним через своего A&R Джейми Нельсона, который, услышав одну из работ продюсера, предложил ему поработать с певицей. Харрис принял участие в написании песен «In My Arms», «Stars» (совместно с Biffco) и «Heart Beat Rock» (совместно с Карен Пул). Он также вместе с Миноуг спродюсировал кавер-версию композиции Roxy Music «Love Is the Drug» (1975). Лейбл отклонил этот трек, однако он позже вошёл в сборник BBC Radio 1 Radio 1: Established 1967.

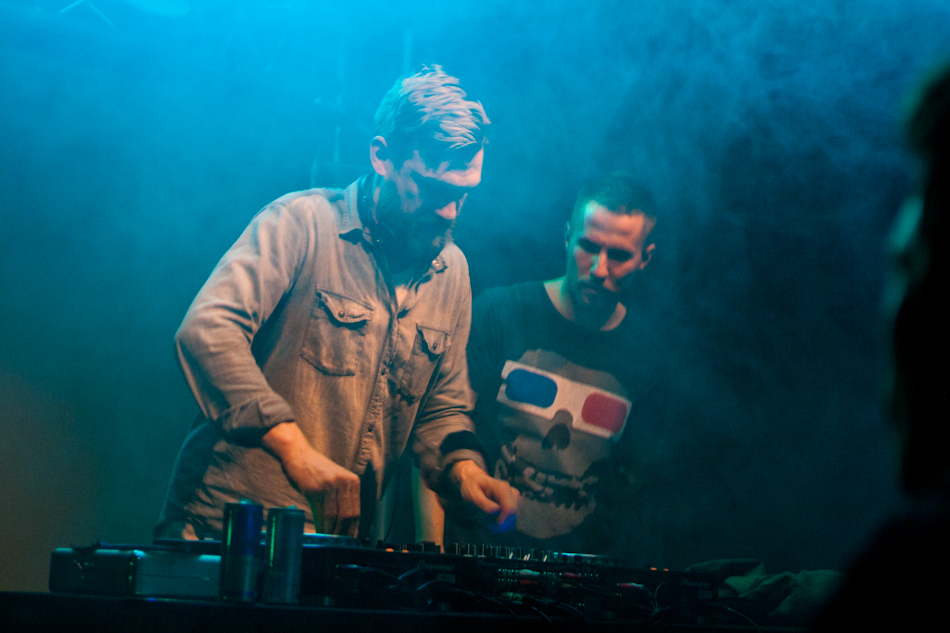
Продюсерская команда Bloodshy & Avant написала и спродюсировала песни «Speakerphone», «Cherry Bomb» и «Nu-di-ty»

Во время сессий в Стокгольме с Карен Пул и продюсерской командой Bloodshy & Avant были написаны треки «Speakerphone», «Cherry Bomb» и «Nu-di-ty». Вместе с Bloodshy & Avant Миноуг хотела поработать над песней «No More Rain», но их продюсирование не подошло композиции. В августе 2007 года Миноуг в компании Пул и американского продюсера Грега Кёрстина отправилась на Ивису, где была завершена работа над альбомом. По прибытии они написали композицию «Wow», за которой последовали песни «King or Queen», «Carried Away», «Do It Again» и «Magnetic Electric». Миноуг попросила Кёрстина сделать новую аранжировку для трека «No More Rain», и по её мнению, он «проделал отличную работу».
В работе над альбомом принимали участие ещё несколько продюсеров, треки которых, однако, не вошли в финальную версию диска. Вместе со Стивом Андерсоном Миноуг работала над рядом песен; одна из них — композиция «Flower» — позже была записана для оркестрального альбома The Abbey Road Sessions (2012). Шотландский музыкант Майло был шокирован, узнав, что несмотря на обещания, его треки не вошли в финальный вариант диска. По сообщению разных источников, Миноуг записывала треки с R&B-продюсером Терри Райли, продюсерским трио Сток, Эйткен и Уотерман, с которыми сотрудничала в начале карьеры, и диджеем Роджером Санчесом из Нью-Йорка, но эти песни так и не вышли в свет. Участников дуэта Pet Shop Boys Нила Теннанта и Криса Лоу попросили написать нескольких композиций, которые позже отклонили. В итоге некоторые из этих песен вошли в их альбом Yes (2009). Английский музыкальный коллектив Hot Chip попросили встретиться с одним из авторов песен Миноуг и что-нибудь для неё написать, но встреча так и не состоялась, поскольку группа была занята записью своего альбома Made in the Dark (2008). По словам Нелли Фуртадо, она исполнила с Миноуг песню, которая должна была войти в X, однако трек так и не появился на диске. Свои треки также отправляли Бой Джордж, Аманда Гоуст, Марк Ронсон, Daft Punk, Алан Брэкс, Groove Armada, Ханна Робинсон, Шэвон Фахи, Goldfrapp, Dragonette и Sneaky Sound System.

## Музыка и тексты песен
Миноуг назвала X «сборником сексуальных поп-песен», которые «дают возможность поразмышлять»; по её словам, этот альбом гораздо более «праздничный», чем её предыдущие релизы. Певица не хотела уделять особое внимание в песнях теме лечения рака: «если бы я записала альбом с песнями о личном, его бы восприняли как вторую часть Impossible Princess и точно так же раскритиковали бы». Она предпочла выпустить диск с приятной музыкой, включив в него несколько личных песен, таких как «Stars», «Cosmic» и «No More Rain». Крис Тру с сайта AllMusic отметил, что в музыкальном плане пластинка весьма разнообразна. Рецензент выделил сочетание «холодного, расчётливого данс-попа» с крайних релизов певицы и «личных, откровенных» песен в духе альбомов Kylie Minogue (1994) и Impossible Princess (1997). Джекс Спайк с сайта About.com назвал X «потрясающим слиянием гламурной электроники и танцевальной музыки» с влиянием электропопа. Обозреватель The Guardian Алексис Петридис отметил, что песни были написаны «под влиянием Daft Punk и отрывистых ритмов 80-х годов», а также крайних альбомов Girls Aloud и Бритни Спирс. По словам Тома Юинг с сайта Pitchfork, в песнях содержатся элементы диско и уличного танца 1980-х и R&B 2000-х годов. Рецензент также отметил влияние поп-релизов Гвен Стефани, Спирс и Sugababes. Джеймс Хантер из газеты The Village Voice высказал мнение, что X «полон песен с великолепным чутьём на поп-роквые мелодии», а Крис Лонг из BBC Music назвал диск «прекрасным сборником поп-шедевров», которые отражают тенденцию к электронной музыке.
Майкл Хаббард из musicOMH охарактеризовал X как альбом, «который заряжает энергией на фоне непритязательных текстах о танцах, сексе и о некотором другом». Джекс Спайк заявил, что диск «предназначен для веселья и вечеринок». Джоди Розен из журнала Rolling Stone отметила, что песни повествуют о «сексе и эротических танцах», и что опыт борьбы с раком не сделал музыку певицы «заметно глубже». Шерон О'Коннел с сайта Yahoo! Music подчеркнула, что «большим сюрпризом на X является отсутствие мрачности», намекая на перенесённую болезнь и разрыв отношений певицы с актёром Оливье Мартинесом. Журналистка отметила, что «Миноуг вполне могла бы пофантазировать о модном экзорцизме», напоминающему альбом Бритни Спирс Blackout (2007). Эван Соуди с сайта PopMatters высказал мнение, что проигнорировав тему борьбы за здоровье, Миноуг упустила возможность «сказать что-то очень глубокое, что откликнулось бы в сердцах миллионов людей». Соуди сравнил X с альбомом Шерил Кроу Detours, который повествует о её борьбе с раком и разрыве с Лэнсом Армстронгом.
Музыкальные критики также обратили внимание на обработанный вокал Миноуг. Том Юинг отметил, что певица умело подобрала материал, который подходит её «тонкому, слегка гнусавому голосу», что особенно заметно в композиции «2 Hearts». Джош Лав из газеты The News & Observer высказал мнение, что девчачий тембр Миноуг хорошо сочетается с «жизнерадостностью» Бритни Спирс, Гвен Стефани и Джанет Джексон. По словам Алексиса Петридиса, манера пения Миноуг, подверженная электронной обработке, звучит «роботизировано», а Майкл Хаббард подчеркнул, что обработка отдаляет певицу от музыки. Эван Соуди отметил, что несмотря на скромные вокальные способности, Миноуг завлекает слушателя своим образом секс-кошечки, и «звучит она так, будто чертовски хорошо проводит время». Рецензент сравнил манеру пения Миноуг в композиции «Speakerphone» с вокальным исполнением Бритни Спирс на альбоме Blackout (2007).

## Восприятие

### Реакция критиков
| Совокупная оценка | Совокупная оценка |
| Источник          | Оценка            |
| ----------------- | ----------------- |
| Metacritic        | 65/100            |
| Оценки критиков   |                   |
| Источник          | Оценка            |
| About.com         | [ 35 ]            |
| AllMusic          | [ 1 ]             |
| Consumer Guide    | [ 46 ]            |
| The Guardian      | [ 36 ]            |
| musicOMH          | [ 40 ]            |
| Pitchfork         | 6.6/10            |
| PopMatters        | 6/10              |
| Rolling Stone     | [ 41 ]            |
| Slant             | [ 47 ]            |
| Spin              | [ 48 ]            |

X получил положительные отзывы критиков. На сайте-агрегаторе Metacritic его оценка составила 65 баллов из 100 возможных. Крис Лонг из BBC Music отметил, что «альбом наполнен жизненной силой и, как всегда в случае с релизами Кайли, большим количеством веселья». По мнению критика, «современная мода на электро — это то, что всегда будет подходить Кайли, и то, что она верно использует на протяжении всего X». Обозреватель журнала Billboard Марк Сазерленд высказал мнение, что осведомлённые продюсеры и талантливые авторы «не затмевают задорную, бойкую танцевальную поп-формулу Миноуг», и назвал диск «поистине долгожданным возвращением». Джеймс Хантер из газеты The Village Voice заявил, что «альбом делает замечательным даже не бурно-сексапильное продюсирование», а «фантастический слух Кайли на поп-роковые мелодии, переделанные под 2008 год, и подходит она к ним не как к забавной музыкальной шелухе, а как к настоящей живой музыке». По словам Келефы Санне из The New York Times, «хотя X не поднимает высокие стандарты г-жи Миноуг, отчасти он им соответствует». Шерон О'Коннел с сайта Yahoo! Music назвала диск «практичным, ярким, остроумным набором современных танцевальных упражнений: это пластинка, которую мы ожидали от Girls Aloud». По словам журналистки, «здесь нет никаких волнующих творческих изощрений, и Кайли не получает Пулитцеровскую премию за прозу, но с точки зрения поп-музыки, это то, что нужно». Глеб Лисичкин из российской версии журнала Rolling Stone отметил, что X «обезоруживающе убедительным образом показывает, что Кайли, собственно, никуда и не уходила и всё это время чутко следила за всеми остромодными трендами». По мнению рецензента, на X «просто нет треков, которые не могли бы стать успешными синглами», и «это холодное, расчётливое поп-искусство воистину завораживает».
Некоторые рецензенты в качестве недостатка альбома называли отсутствие последовательности. Крис Тру с сайта AllMusic высказал мнение, что X идеально подходит для переосмысления карьеры, но «после трёх последних альбомов, это не то, чего ожидали поклонники певицы». По мнению обозревателя, X нельзя назвать «произведением», каковым была пластинка Light Years (2000), и он создаёт впечатление, будто «певица пытается убедиться, что у неё есть чем подстраховаться». В заключение Тру подчеркнул, что большая часть X — «сборник песен поп-исполнительницы, которая знает о своих прошлых достижениях и вдвойне осознаёт необходимость оставаться актуальной перед лицом нежелательного отвлечения внимания». Эван Соуди с сайта PopMatters отметил физическую привлекательность Миноуг на первой половине диска Миноуг, но назвал вторую половину «огромным потоком высококлассных филлеров» и «черновым списком незапоминающихся мелодий». Майкл Хаббард из британского музыкального журнала musicOMH подчеркнул, что несмотря на то, что Миноуг и её продюсерская команда сделали «дорогой по звучанию альбом, рассчитанный непосредственно на имеющуюся аудиторию Кайли», диск вышел довольно заурядным, однако поклонникам певицы он придётся по вкусу. Том Юинг с сайта Pitchfork высказал мнение, что не все музыкальные стили, с которыми экспериментировала Миноуг, ей подходят, и что наиболее удачные треки с альбома «исполнены неуклюже».
Ряд обозревателей остался недоволен текстами песен и обработанным вокалом Миноуг. По мнению Алексиса Петридиса из британской газеты The Guardian, многие песни «ни о чём особенном не говорят», а подверженный обработке голос Миноуг звучит так, словно «13-летний мальчик взял контроль над компьютером Стивена Хокинга». Рецензент The Observer Питер Робинсон подчеркнул, что «этот альбом настолько тщательно продуман, что в процессе его создания, похоже, была утеряна всякая оценка адекватности». По словам критика, X не рассказывает слушателю о том, что происходило в жизни певицы последние несколько лет, подразумевая борьбу исполнительницы с раком молочной железы и расставание с Оливье Мартинесом. В заключение Робинсон назвал X «всего лишь сборником треков чуть выше среднего» и «обычным альбомом Кайли». Ник Левин с сайта Digital Spy высказал мнение, что X предоставил певице «потрясающую возможность обнажить свою душу», но она предпочла ни о чём не рассказывать.

### Награды и номинации
Кортни Деворес из The Charlotte Observer назвала X одним из лучших мейнстримных танцевальных поп-альбомов 2008 года, отметив, что «пластинка не повторяется от песни к песне, позволяя отправиться в весёлую, фантастическую поездку». В том же издании диск признали самым недооценённым танцевальным альбомом года, высоко оценив «сладкую и мягкую как сахарная вата танцевальную музыку». В 2008 году на церемонии BRIT Awards Миноуг одержала победу в номинации «Лучшая международная сольная исполнительница»; X был представлен в категории «Лучший международный альбом», но награда досталась рок-группе Foo Fighters за альбом Echoes, Silence, Patience & Grace (2007). X также принёс Миноуг две номинации на премию ARIA Music Awards: «Лучшая исполнительница» и «Лучший поп-релиз», уступив Габриэлле Чилми и её дебютному альбому Lessons to Be Learned (2008). В 2009 году пластинка была номинирована на «Грэмми» в категории «Лучший танцевальный/электронный альбом». Награда досталась альбому группы Daft Punk Alive 2007 (2007).

## Список композиций
| №   | Название          | Автор(ы)                                                                                       | Продюсер(ы)                | Длительность |
| --- | ----------------- | ---------------------------------------------------------------------------------------------- | -------------------------- | ------------ |
| 1.  | «2 Hearts»        | Jim Eliot, Mima Stilwell                                                                       | Kish Mauve                 | 2:52         |
| 2.  | «Like a Drug»     | Mich Hedin Hansen, Jonas Jeberg, Engelina Andrina, Adam Powers                                 | Cutfather, Jonas Jeberg    | 3:17         |
| 3.  | «In My Arms»      | Kylie Minogue, Calvin Harris, Richard «Biff» Stannard, Paul Harris, Julian Peake               | Harris, Stannard           | 3:30         |
| 4.  | «Speakerphone»    | Christian Karlsson, Pontus Winnberg, Henrik Jonback, Klas Åhlund                               | Bloodshy & Avant           | 3:54         |
| 5.  | «Sensitized»      | Guy Chambers, Cathy Dennis, Serge Gainsbourg                                                   | Chambers, Dennis           | 3:56         |
| 6.  | «Heart Beat Rock» | Minogue, Karen Poole, Harris, John Lipsey                                                      | Harris                     | 3:24         |
| 7.  | «The One»         | Minogue, Stannard, James Wiltshire, Russell Small, John Andersson, Johan Emmoth, Emma Holmgren | Stannard, Freemasons       | 4:04         |
| 8.  | «No More Rain»    | Minogue, Poole, Karlsson, Winnberg, Jonas Quant                                                | Greg Kurstin               | 4:02         |
| 9.  | «All I See»       | Jeberg, Hansen, Edwin Serrano, Raymond Calhoun                                                 | Cutfather, Jonas Jeberg    | 3:04         |
| 10. | «Stars»           | Minogue, Stannard, P. Harris, Peake                                                            | Stannard, P. Harris, Peake | 3:42         |
| 11. | «Wow»             | Minogue, Poole, Kurstin                                                                        | Kurstin                    | 3:11         |
| 12. | «Nu-di-ty»        | Poole, Karlsson, Winnberg                                                                      | Bloodshy & Avant           | 3:03         |
| 13. | «Cosmic»          | Minogue, Eg White                                                                              | White                      | 3:08         |

## Чарты, статус
| Чарт (2007-08)                  | Место |
| ------------------------------- | ----- |
| Australian Albums Chart         | 1     |
| Austrian Albums Chart           | 16    |
| Belgian Albums Chart (Flanders) | 26    |
| Belgian Albums Chart (Wallonia) | 23    |
| Czech Albums Chart              | 16    |
| Danish Albums Chart             | 34    |
| Dutch Albums Chart              | 29    |
| European Top 100 Albums         | 5     |
| French Albums Chart             | 19    |
| German Albums Chart             | 15    |
| Hungarian Albums Chart          | 20    |
| Irish Albums Chart              | 14    |
| Italian Albums Chart            | 36    |
| Japanese Albums Chart           | 40    |
| New Zealand Albums Chart        | 38    |
| Spanish Albums Chart            | 28    |
| Swedish Albums Chart            | 28    |
| Swiss Albums Chart              | 9     |
| UK Albums Chart                 | 4     |
| US Billboard 200                | 139   |
| US Top Electronic Albums        | 4     |

| Страна         | Статус     |
| -------------- | ---------- |
| Австралия      | платиновый |
| Бельгия        | золотой    |
| Франция        | золотой    |
| Венгрия        | золотой    |
| Россия         | золотой    |
| Великобритания | платиновый |

| Чарт (2007)                     | Место |
| ------------------------------- | ----- |
| Australian Albums Chart         | 49    |
| Чарт (2008)                     | Место |
| Belgian Albums Chart (Wallonia) | 78    |
| European Top 100 Albums         | 64    |
| French Albums Chart             | 158   |

## Хронология релизов
| Страна         | Дата            | Лейбл                | Формат                       |
| -------------- | --------------- | -------------------- | ---------------------------- |
| Япония         | 21 ноября 2007  | EMI Music Japan      | CD, CD+DVD, digital download |
| Австралия      | 23 ноября 2007  | Mushroom             | CD, CD+DVD, digital download |
| Франция        | 23 ноября 2007  | EMI                  | CD, CD+DVD, digital download |
| Германия       | 23 ноября 2007  | EMI                  | CD, CD+DVD, digital download |
| Ирландия       | 23 ноября 2007  | Parlophone           | CD, digital download         |
| Италия         | 23 ноября 2007  | EMI                  | CD, CD+DVD, digital download |
| Новая Зеландия | 23 ноября 2007  | Warner Music         | CD, digital download         |
| Тайвань        | 23 ноября 2007  | EMI                  | CD, CD+DVD                   |
| Великобритания | 26 ноября 2007  | Parlophone           | CD, CD+DVD, digital download |
| Канада         | 27 ноября 2007  | EMI                  | CD                           |
| Португалия     | 27 ноября 2007  | EMI                  | CD, CD+DVD, digital download |
| Испания        | 27 ноября 2007  | EMI                  | CD, CD+DVD, digital download |
| Швеция         | 28 ноября 2007  | EMI                  | CD, CD+DVD, digital download |
| Мексика        | 14 декабря 2007 | EMI                  | CD                           |
| Мексика        | 21 декабря 2007 | EMI                  | CD+DVD                       |
| Бразилия       | 20 февраля 2008 | EMI                  | CD                           |
| США            | 1 апреля 2008   | Capitol, Astralwerks | CD, digital download         |
| Мексика        | 26 августа 2008 | EMI                  | CD                           |
| Австралия      | 1 декабря 2008  | Warner Music         | 2× CD (Tour Edition)         |